# Санчес, Франциско
Франци́ско Са́нчес (Франсуа Санкез, порт. Francisco Sanches; фр. François Sanchez; около 1550 — 26 ноября 1623) — португальский и французский врач и философ, крупнейший представитель французской скептической мысли XVI века.

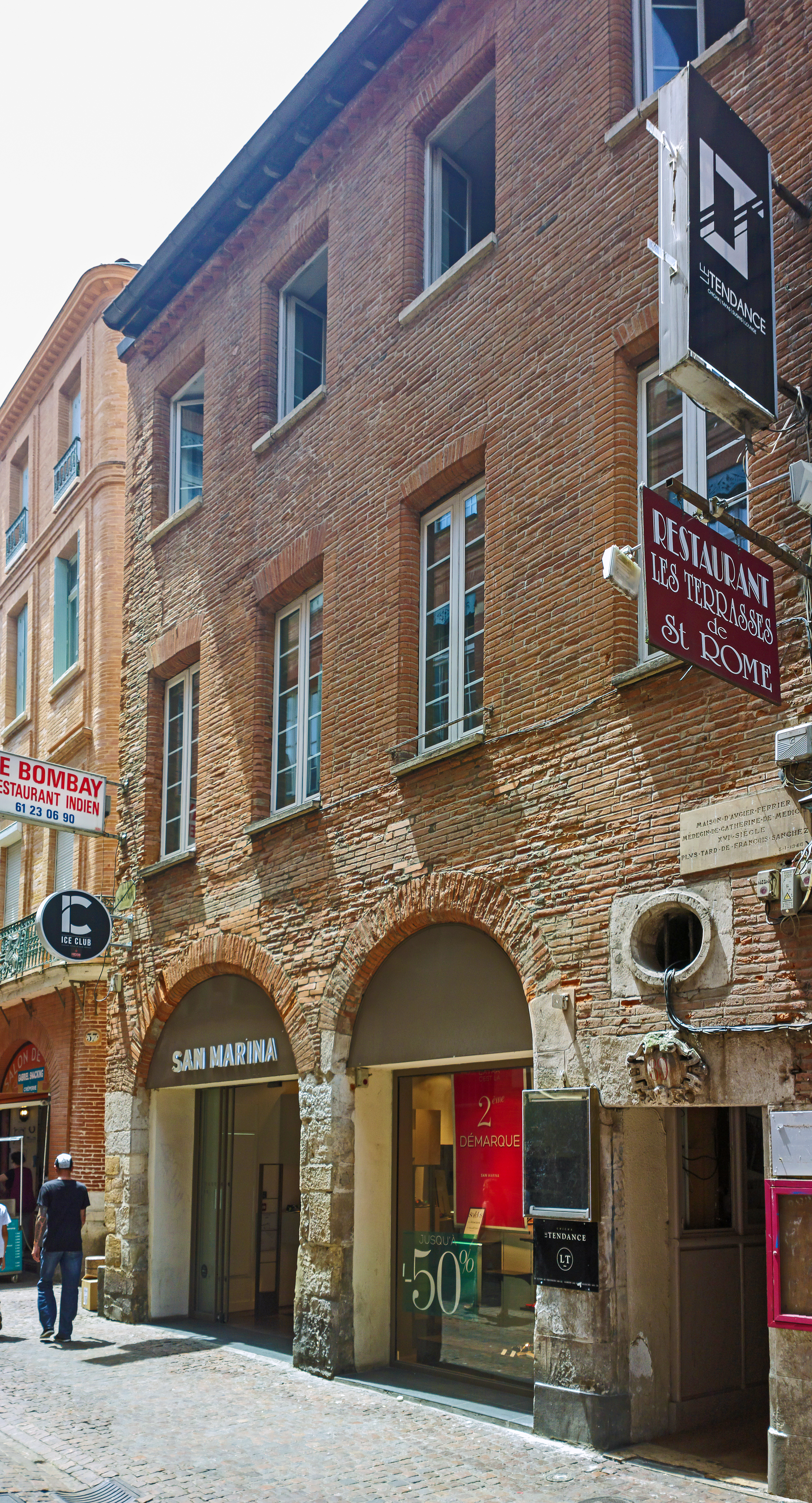
Его дом в Тулузе

## Биография
Изучал медицину в университете в Монпелье и в Тулузском университете, где получил звание доктора медицины. В дальнейшем профессор Тулузского университета, преподавал философию и медицину. Практикующий врач, заведующий больницей в Тулузе.
В сочинении «О том, что ничего не известно» (лат. Quod nihil scitur, 1581) рассмотрел способы достижения достоверного знания, подверг критике методы схоластики и сделал вывод о важности экспериментальных исследований.

## Основные сочинения
- Carmen de Cometa, 1577.
- Quod nihil scitur, 1581.
- De divinatione per somnum, ad Aristotelem, 1585.
- Opera Medica, 1636
- Tractatus Philosophici, 1649.